# Sacrifice (альбом Saxon)
Sacrifice (с англ. — «Жертвоприношение») — двадцатый студийный альбом английской хеви-метал-группы Saxon, выпущенный 1 марта 2013 года в Европе, 4 марта в Великобритании и 26 марта в США.

## Об альбоме

### Запись и релиз
В конце января 2012 года барабанщик группы Найджел Глоклер в соцсети Facebook рассказал, что группа готовится записать очередной студийный альбом. Примерно через месяц Глоклер рассказал, что он и гитарист Дуг Скарратт собрались в его домашней студии для написания нового материала до встречи группы в марте.
30 марта 2012 года вокалист группы Бифф Байфорд рассказал о том, что у группы есть несколько идей, и что он пишет мелодии и тексты к ним. В июле 2012 года на сервисе YouTube были опубликованы два коротких видео, которые показывают участников группы, репетирующих новый материал.
К концу августа 2012 года было объявлено, что запись новых песен была завершена и что продюсер Энди Снип готов их сводить. В октябре процесс сведения был завершён.
30 октября 2012 года, группа анонсировала Британский этап мирового турне в поддержку нового альбома, название которого было раскрыто. 15 ноября 2012 года был представлен список песен и обложка альбома.
Альбом должен был выйти в феврале 2013 года, но из-за некоторых проблем при производстве релиз был отложен на неделю.

### О песнях
Procession — инструментальное вступление.
Sacrifice — о ритуале жертвоприношения.
Made in Belfast — о строительстве кораблей в верфях города Белфаст.
Warriors of the Road — об автогонщиках. По мнению Биффа Байфорда, эта песня посвящена автогонщику Формулы-1 Айртону Сенне.
Guardians of the Tomb — о Терракотовой армии.
Stand up and Fight — о непростой жизни музыкантов в рок-группе.
Walking the Steel — посвящена строителям небоскрёбов в Нью-Йорке.
Night of the Wolf — основана на сюжете фильма «Схватка».
Wheels of Terror — о танках.
Standing in a Queue — о мыслях человека, стоящего в очереди.

### Обложка
Обложку для альбома нарисовал художник Пол Рэймонд Грегори, который оформляет альбомы для группы с 1984 года.

## Список композиций
Слова и музыка всех песен группа «Saxon».
| №                   | Название                | Длительность |
| ------------------- | ----------------------- | ------------ |
| 1.                  | «Procession»            | 1:45         |
| 2.                  | «Sacrifice»             | 3:58         |
| 3.                  | «Made in Belfast»       | 4:34         |
| 4.                  | «Warriors of the Road»  | 3:34         |
| 5.                  | «Guardians of the Tomb» | 4:47         |
| 6.                  | «Stand up and Fight»    | 4:02         |
| 7.                  | «Walking the Steel»     | 4:24         |
| 8.                  | «Night of the Wolf»     | 4:20         |
| 9.                  | «Wheels of Terror»      | 4:23         |
| 10.                 | «Standing in a Queue»   | 3:36         |
| Общая длительность: | Общая длительность:     | 39:28        |

| №  | Название           | Длительность |
| -- | ------------------ | ------------ |
| 1. | «Luck of the Draw» | 3:20         |

| №  | Название                                                            | Длительность |
| -- | ------------------------------------------------------------------- | ------------ |
| 1. | «Crusader» (оркестровая версия песни с альбома Crusader)            | 6:42         |
| 2. | «Just Let Me Rock» (перезаписанная версия песни с альбома Crusader) | 3:40         |
| 3. | «Requiem» (акустическая версия песни с альбома Solid Ball of Rock)  | 3:31         |
| 4. | «Frozen Rainbow» (акустическая версия песни с альбома Saxon)        | 4:05         |
| 5. | «Forever Free» (перезаписанная версия песни с альбома Forever Free) | 4:48         |

## Видеоклип «Sacrifice»
Видеоклип был опубликован на сервисе YouTube 25 февраля 2013 года. Помимо участников группы, в записи видеоклипа также приняла участие модель Лисси Пьюиг.
Видеоклип выполнен в чёрно-белых цветах с использованием ускоренной киносъёмки.

## Концертный тур
После выхода альбома группа отправилась в мировое турне «Sacrifice World Tour». Турне охватило Латинскую Америку, Великобританию, Континентальную Европу и Северную Америку.
14 марта 2014 года вышел концертный альбом группы «St. George’s Day Sacrifice – Live in Manchester», который был записан 23 апреля 2013 года в день святого Георгия на концерте в Манчестере в рамках мирового турне.

## Участники записи
Члены группы
- Бифф Байфорд — вокал;
- Пол Куинн[англ.] — гитара;
- Дуг Скарратт — гитара;
- Ниббс Картер[англ.] — бас-гитара;
- Найджел Глоклер[англ.] — ударные.

Приглашённые музыканты

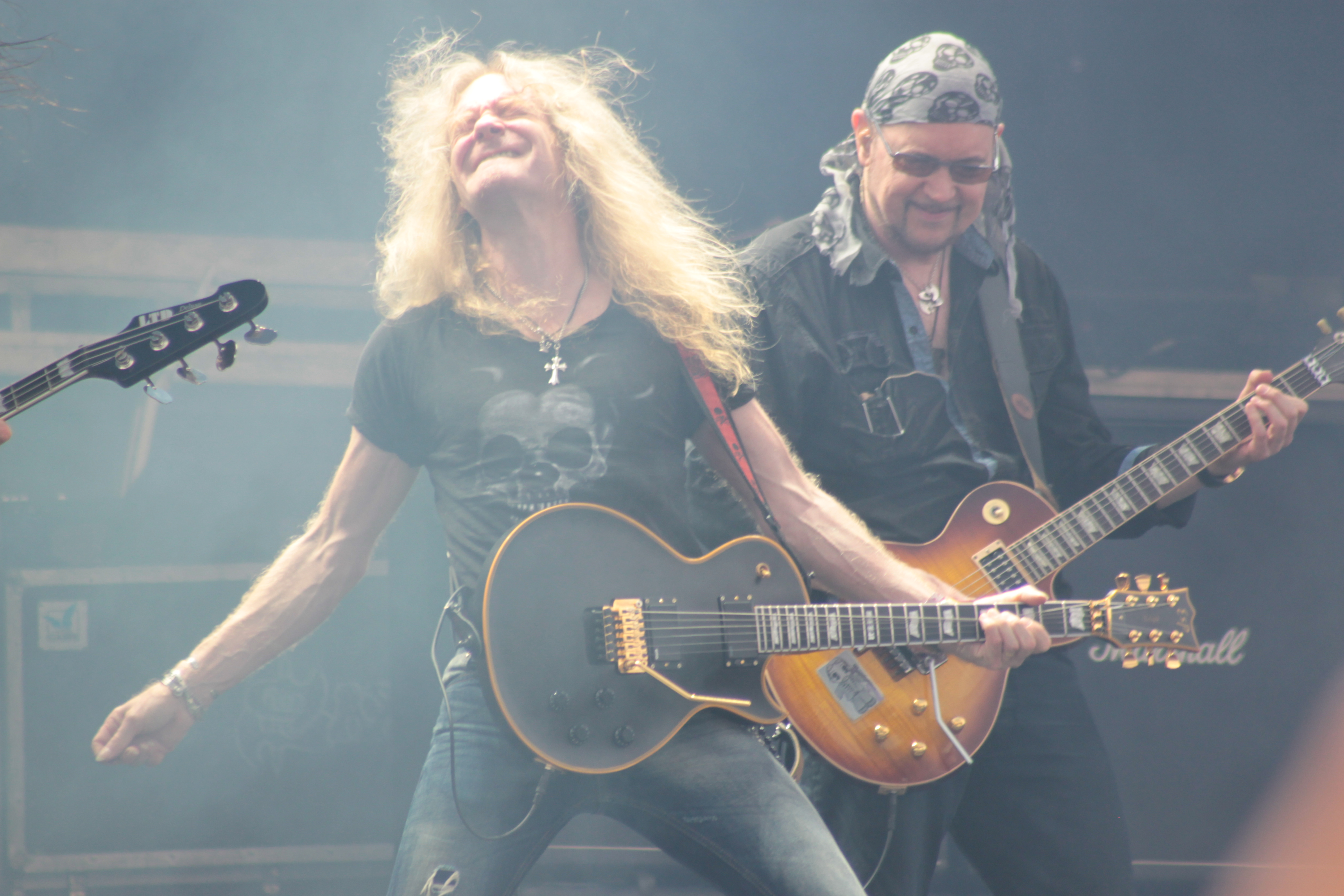
Дуг Скарратт и Пол Куинн на фестивале «Hellfest 2013»

- Тоби Джепсон[англ.] — бэк-вокал на треке «Warriors of the Road»;
- Джеки Леманн — бэк-вокал на треке «Guardians of the Tomb».

Технический персонал
- Энди Снип — продюсер (сведение, мастеринг);
- Джеки Леманн — инженер;
- Тоби Джепсон — инженер (ударные);
- Пол Рэймонд Грегори[англ.] — оформление обложки;
- Кай Свиллус — оформление буклета, фотограф.

## Позиции в чартах
| Чарт                                   | Позиция |
| -------------------------------------- | ------- |
| Австрия (Ö3 Austria)                   | 54      |
| Бельгия/Фландрия (Ultratop)            | 117     |
| Бельгия/Валлония (Ultratop)            | 70      |
| Финляндия (Suomen virallinen lista)    | 31      |
| Франция (SNEP)                         | 82      |
| Германия (Offizielle Top 100)          | 14      |
| США (Billboard Top Heatseekers Albums) | 8       |
| Швеция (Sverigetopplistan)             | 15      |
| Швейцария (Schweizer Hitparade)        | 51      |